# Besida vinvalva
Besida vinvalva är en fjärilsart som beskrevs av William Schaus 1928. Besida vinvalva ingår i släktet Besida och familjen tandspinnare. Inga underarter finns listade i Catalogue of Life.